# دشت جوم (ذخیره‌گاه طبیعی)

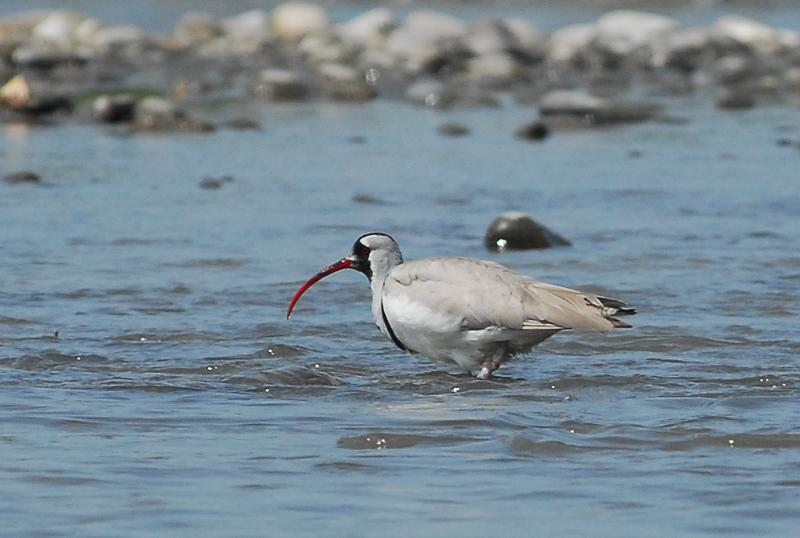

دشت جوم (انگلیسی: Dashtidjum) یک ذخیره‌گاه طبیعی در تاجیکستان و جزء میراث جهانی یونسکو است. از پرندگان این منطقه می‌توان به اردک ماهی‌خوار معمولی، سهره بال‌سرخ، صعوه قهوه‌ای، چکاوک هیوم اشاره کرد.